# Alexander Heath
Alexander „Alex“ Heath (* 21. September 1978 in Wynberg) ist ein ehemaliger südafrikanischer Skirennläufer. Er nahm für Südafrika zwischen 1998 und 2006 dreimal an Olympischen Winterspielen teil.

## Karriere
Nachdem er schon an den Alpinen Skiweltmeisterschaften 1996 im spanischen Sierra Nevada und an den Alpinen Skiweltmeisterschaften 1997 in Sestriere teilgenommen hatte, qualifizierte er sich für die Olympischen Winterspiele 1998 in Nagano und wurde für die Spiele auch nominiert. Er ging dort im Super-G und Slalom an den Start. Während er im Super-G frühzeitig ausschied, belegte er im Slalom nach den ersten Lauf den 33. Platz und im zweiten Lauf konnte er sich noch auf den 26. Platz verbessern. Am 14. März 1998 belegte er mit den dritten Platz beim Slalom-Wettbewerb in Burke Mountain seinen ersten Podest-Platz bei einem FIS-Rennen.
Am 27. November 1998 startete Heath erstmals bei einem Weltcuprennen. Beim Super-G von Aspen schied er jedoch aus.
In Georgian Peaks belegte er am 11. Januar 1999 sein bestes Ergebnis in einen FIS-Riesenslalom-Rennen. Mit den zweiten Platz in diesen FIS-Rennen belegte er zum sein bisher bestes Ergebnis. In der Saison 2001/02 qualifizierte er sich für die Olympischen Winterspiele 2002 in Salt Lake City. Beim Wettbewerb in der Abfahrt belegte er den 51. Platz und beim Riesenslalom den 48. Platz. Im Slalom konnte er sein gutes Ergebnis von vor vier Jahren mit den 27. Platz bestätigen. Bei der Super-Kombination schied er im Slalom aus.
Für die Olympischen Winterspiele 2006 in Turin konnte er sich qualifizieren und ging dort in allen fünf Disziplinen an den Start. Bei den Wettbewerben im Slalom und in der Super Kombination schied er frühzeitig aus. Während er in der Abfahrt und im Super G den 52. bzw. 50. Platz belegte, konnte er im Riesenslalom sein bestes Ergebnis erzielen. Nach dem ersten Lauf lag er auf den 30. Platz und er konnte sich im zweiten Lauf noch auf den 27. Platz steigern. Sein bisher bestes Ergebnis im South American Cup erzielte er am 6. September 2005 in Las Leñas, er belegte im Slalom den dritten Platz.
Seinen bisher letzten Auftritt auf der großen Skialpin-Bühne hatte er bei den Alpinen Skiweltmeisterschaften 2015 in Vail/Beaver Creek. Dort wollte er im Riesenslalom und im Slalom starten. Während er die Slalom-Qualifikation überstand, wurde er in der Riesenslalom-Qualifikation disqualifiziert. Im Slalom-Wettbewerb belegte er den 40. Platz.

## Erfolge

### Olympische Winterspiele
- Nagano 1998: 26. Slalom, DNF Super-G
- Salt Lake City 2002: 27. Slalom, 48. Riesenslalom, 51. Abfahrt, DNF Kombination
- Turin 2006: 27. Riesenslalom, 50. Super-G, DNF Slalom, DNF Kombination

### Weltmeisterschaften
- Sierra Nevada 1996: 30. Riesenslalom, 30. Slalom, 68. Super-G, 72. Abfahrt
- Sestriere 1997: 42. Riesenslalom, DNF Slalom, DNS Super-G
- Vail/Beaver Creek 1999: 26. Slalom, 40. Super-G, 46. Riesenslalom
- St. Anton 2001: 16. Kombination, 28. Abfahrt, 35. Riesenslalom, DNF Super-G
- St. Moritz 2003: 46. Abfahrt, DNF Riesenslalom, DNF Slalom
- Bormio 2005: 45. Riesenslalom, 56. Super-G, DNF Slalom
- Garmisch-Partenkirchen 2011: DNF Slalom, DNQ Riesenslalom
- Schladming 2013: 79. Riesenslalom, DNQ Slalom
- Vail/Beaver Creek 2015: 40. Slalom, DNQ Riesenslalom

### Australian New Zealand Cup
- 6 Platzierungen unter den besten 15

### Nor-Am Cup
- 4 Platzierungen unter den besten 30

### South American Cup
- 3 Platzierungen unter den besten 10, davon ein Podestplatz

### Weitere Erfolge
- 5 Podestplätze bei FIS-Rennen